# Grizzly hockey
Pour les articles homonymes, voir grizzly.
Les Grizzlys de Liège forment la seule équipe féminine de hockey sur glace de Belgique inscrite en championnat. [réf. nécessaire]
Elles n'ont donc pas de championnat dame mais jouent contre des équipes de garçons dans le championnat récréatif
Plusieurs joueuses de l'équipe font partie de l'équipe nationale belge.
Le logo représente un Grizzly noir et blanc avec une crosse de hockey.

## Joueuses

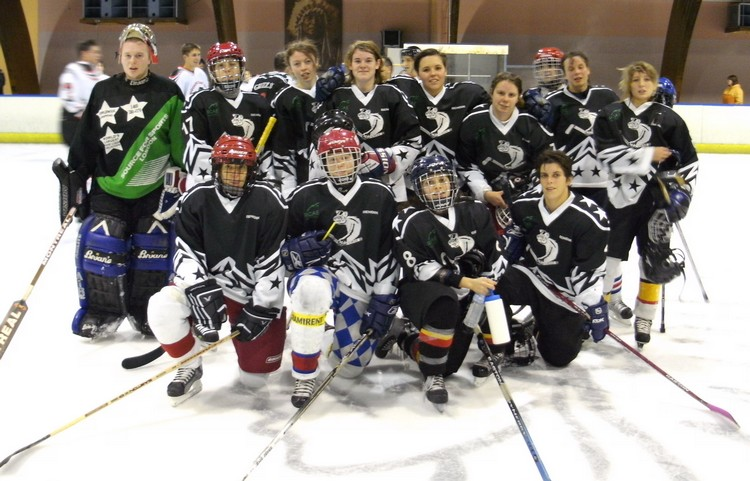
Photo de l'équipe

### Gardiens
- Desloovere Nicolas
- Angelini Muriel

### Défenseurs
- Lotin Virginie
- Van Hoorick Cécile
- Dupont Gauthier
- Rezkova Eva

### Attaquants
- Morel de Westgaver Sibylle C
- Frère Sonja A
- Salmon Alex A
- Bourlet Guillaume
- Lamarre Marc
- Sassen Gwendolyn
- Buret Laetitia
- Linssen Audrey
- De Beule Sabine
- Sprenger Rita
- Wéry Myrtille

### Entraîneur
- Patrick Frère